# Monodictys austrina
Monodictys austrina är en lavart som beskrevs av Tubaki 1965. Monodictys austrina ingår i släktet Monodictys, klassen Dothideomycetes, divisionen sporsäcksvampar och riket svampar.   Inga underarter finns listade i Catalogue of Life.